# Park Narodowy Arrecife Alacranes
Park Narodowy Arrecife Alacranes (hiszp. Parque nacional Arrecife Alacranes) – park narodowy w Meksyku, w stanie Jukatan. Został utworzony 6 czerwca 1994 roku i zajmuje obszar 3337,69 km² (w tym 3337,16 km² to wody morskie). Od 2006 roku stanowi rezerwat biosfery UNESCO, a od 2008 roku jest wpisany na listę konwencji ramsarskiej. W 2021 roku został zakwalifikowany przez BirdLife International jako ostoja ptaków IBA.

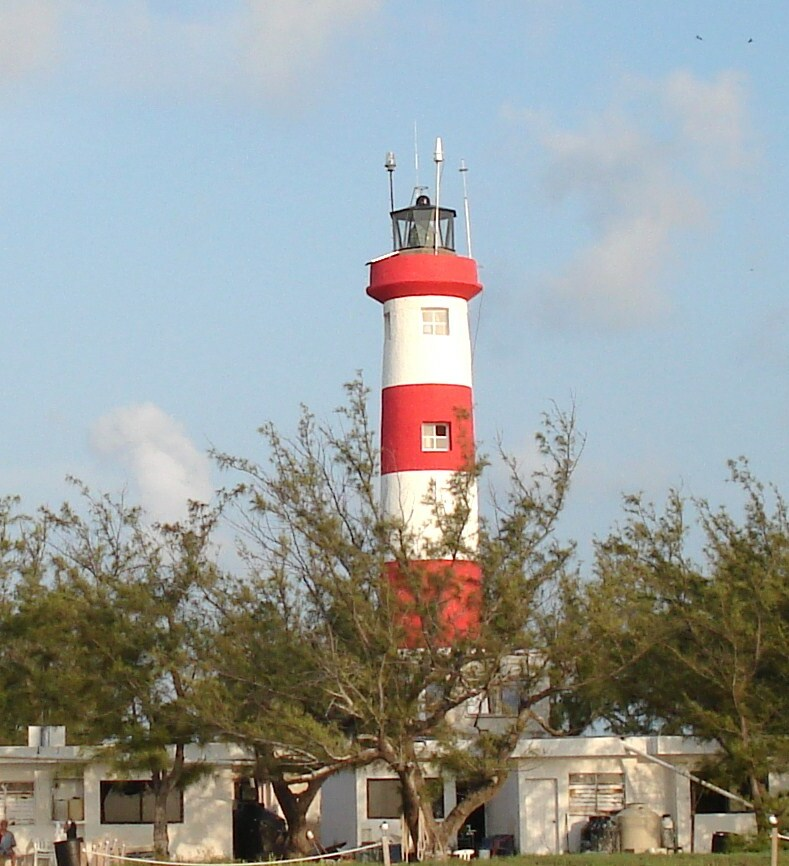
Latarnia morska na Isla Pérez

## Opis
Park obejmuje największą rafę koralową w Zatoce Meksykańskiej (długości 26,79 km i szerokości 14,61 km). Znajduje się ona 140 km na północ od półwyspu Jukatan. Jest tu pięć piaszczystych wysp (Isla Pájaros, Isla Chica, Isla Pérez, Isla Muertos i Isla Desterrada), które są ważnymi miejscami gniazdowania i odpoczynku ptaków morskich. Znajdują się tu dwie latarnie morskie (zabytkowa z XIX wieku i nowoczesna) oraz kilka budynków, w których mieszkają latarnicy, pracownicy parku oraz oddział żołnierzy. Rafa nie jest dokładnie zbadana, jednak wiadomo, że znajdują się tu liczne szczątki statków. Rozbijały się one o rafę od czasów hiszpańskich konkwistadorów po czasy współczesne. W 2014 roku z wraku hiszpańskiego statku z XVIII wieku wydobyto złoto i kosztowności, które nazwano „skarbem Macuca Anchor”. Skarb ten można podziwiać w Muzeum Archeologii Podwodnej El Fuerte de San José El Alto w Campeche (m.in.: 420 sztuk złota, szmaragdy, diamenty, ametysty i srebrne monety).
Klimat suchy i ciepły. Temperatury w parku wynoszą od +10 °C do +40 °C.

## Flora
Roślinność wysp tworzą głównie namorzyny z gatunków Rhizophora mangle i Avicennia germinans. Rosną tu też m.in.: Cenchrus echinatus, Cakile edentula, rzewnia skrzypolistna i Opuntia tehuantepecana. W parku występuje 386 gatunków glonów, a także m.in.: trawy morskie z rodzaju Thalassia.

## Fauna
Rafę tworzą 34 gatunki koralowców, w tym krytycznie zagrożone wyginięciem (CR) Millepora complanata, Acropora cervicornis, Acropora palmata i Diploria strigosa, zagrożone wyginięciem (EN) Millepora alcicornis i Montastraea annularis, a także m.in.: Porites asteroides, Acropora prolifera, Porites porites, Palythoa caribaeorum, Manicina areolata, Oculina diffusa, Montastraea cavernosa, Stephanocoenia intersepta, Plexaura homomalla i Plexaurella dichotoma.
W parku występuje 49 gatunków małży i 114 gatunków ślimaków. Żyje tu 229 gatunków ryb. Są to m.in.: narażony na wyginięcie (VU) Coryphopterus hyalinus, a także m.in.: Stegastes planifrons, Stegastes partitus i barrakuda wielka.
Z gadów żyją tu krytycznie zagrożony wyginięciem (CR) żółw szylkretowy i narażone na wyginięcie (VU) żółw skórzasty, karetta i żółw jadalny.
W parku występują 122 gatunki ptaków. Są to m.in.: bąk mały, sokół wędrowny, drzemlik, sieweczka blada, krogulec zmienny i głuptak białobrzuchy. Znajdują się tu duże kolonie rybitwy czarnogrzbietej (odnotowano od 2500 do 5000 osobników), rybołówki brunatnej (ponad 1500 osobników) i głuptaka maskowego na wyspie Isla Muertos (największa kolonia na Atlantyku – ponad 4000 osobników).
Ssaki morskie żyjące w parku to m.in.: grindwal krótkopłetwy, butlonos zwyczajny, risso szary, delfin zwyczajny, steno długonosy, szablogrzbiet waleniożerny, płetwal tropikalny, delfinek plamisty i delfinek nadobny.